# Christmas In Jamaica
Singles de Toni Braxton et Shaggy
Snowflakes of Love
(2001) Hit The Freeway
(2002)
Christmas In Jamaica est une chanson de la chanteuse Toni Braxton en featuring Shaggy, sortie en 2001. La chanson est le 2nd single extrait de l'album Snowflakes. Elle est écrite par Toni Braxton, Donnie Scantz, Keri Lewis, Orville Burrell, Craig Love, Dave Kelly et composée par Toni Braxton, Keri Lewis, Donnie Scantz, Shaggy.

## Composition
Christmas In Jamaica est une chanson R&B, qui parle de noël en Jamaïque. 

## Performance commerciale
La chanson émerge à la 3e position du Billboard Bubbling Under R&B/Hip-Hop Singles.

## Pistes et formats
US Promo CD single
1. "Christmas in Jamaica (Remix)"
2. "Christmas in Jamaica (Radio Edit)"
3. "Christmas in Jamaica (Remix Instrumental)"
4. "Christmas in Jamaica (Radio Edit Instrumental)"

## Classement hebdomadaire
| Chart (2002)                                      | Peak position |
| ------------------------------------------------- | ------------- |
| U.S. Billboard Bubbling Under R&B/Hip-Hop Singles | 3             |